# افکار جاوید محمد
افکار جاوید محمد (ص) کتابی از محمدعلی لاهوری با ترجمهٔ محمد ابراهیم آیتی بیرجندی است که در سال ۱۳۳۵ منتشر و برندهٔ جایزه کتاب سال سلطنتی شد.